# Corozal (Los Santos)
Corozal es un corregimiento ubicado en el distrito de Macaracas en la provincia panameña de Los Santos. En el año 2010 tenía una población de 625 habitantes y una densidad poblacional de 25,4 personas por km².

## Toponimia y gentilicio
Toma su nombre del árbol de corozo.

## Geografía física
De acuerdo con los datos del INEC el corregimiento posee un área de 24,7 km².

## Demografía
De acuerdo con el censo del año 2010, el corregimiento tenía una población de unos 625 habitantes. La densidad poblacional era de 25,4 habitantes por km². 